# Баффало-Спрингс (водохранилище)
Баффало-Спрингс (англ. Buffalo Springs Lake, Buffalo Lake, Buffalo Lakes) — водохранилище в США, на южной окраине одноимённого городка в округе Лаббок в штате Техас, юго-восточнее города Лаббок. Образовано на реке дамбой МакМиллан (McMillan Dam). Среднюю часть водохранилища пересекает мост.
В водохранилище разводят рыбу. Водохранилище является популярным местом рыбалки. В 2006 году рыбак из Лаббока Скотт Карри (Scott Curry) выловил «рыбу с человеческими зубами» массой 20 фунтов (6,5 кг). Главный менеджер отвечающей за озеро компании Грэг Торнтон (Greg Thornton) предположил, что пойманный экземпляр может быть рыбой паку, зафиксированной в Южной Америке.